# Bugeshi
Bugeshi (Kinyarwanda Umurenge wa Bugeshi) ist einer von zwölf Sektoren im Distrikt Rubavu in der Westprovinz von Ruanda.

## Geographie
Bugeshi hat eine Fläche von 31,1 km². Der Sektor grenzt im Norden und Nordwesten an die Demokratische Republik Kongo, im Osten an Kabatwa, im Süden Mudende und im Südwesten Busasamana.  Im Osten grenzt Bugeshi zudem an den Vulkan-Nationalpark und auf der kongolesischen Seite im Norden an den Virunga-Nationalpark. Der Sektor unterteilt sich in die sieben Zellen Buringo, Butaka, Hehu, Kabumba, Mutovu, Nsherima und Rusiza.

## Bevölkerung
Nach Stand der Volkszählung von 2022 liegt die Einwohnerzahl bei 33.892. Zehn Jahre zuvor waren es 29.687, was einem jährlichen Bevölkerungszuwachs von 1,3 Prozent zwischen 2012 und 2022 entspricht.

## Verkehr
Durch den Sektor verläuft die Stand 2022 nicht asphaltierte Nationalstraße 18.